# Setine
Setine war ein Schweizer Flächen- und Feldmass. Der Gebrauch des Masses war auf den Kanton Genf beschränkt.
- 1 Setine = 1 ¼ Pose[1] = 500 Quadratruten = 33,76625 Ar